# Музей історії Дніпра
Музей історії Дніпра (МІД) — музей, присвячений історії міста Дніпро. Розташовується у Будинку губернатора – пам'ятці історії та архітектури національного значення.

## Історія
Перший історичний музей у Катеринославі було засновано ще у 1849 році (сьогодні – Національний історичний музей імені Д. Яворницького). Ідея ж створення окремого музею, що висвітлював би саме міську історію Дніпра, виникла у середині ХХ століття. Утім реалізовані задуми були лише у жовтні 2019 року, коли було утворено Комунальне підприємство "Музей історії Дніпра".
Розглядалися два варіанти приміщення музею – будівля колишньої міської думи (зараз Коледж культури) та будинок губернатора. Врешті було обрано другий варіант (плани з розміщення у будинку філіалу історичного музею обговорювалися ще з 80-х років). У 2020 почалося формування експозицій музею, а у будівлі проведено ремонтні роботи. 15 травня 2021 року музей було урочисто відкрито для відвідувачів.

## Колекція та експозиція

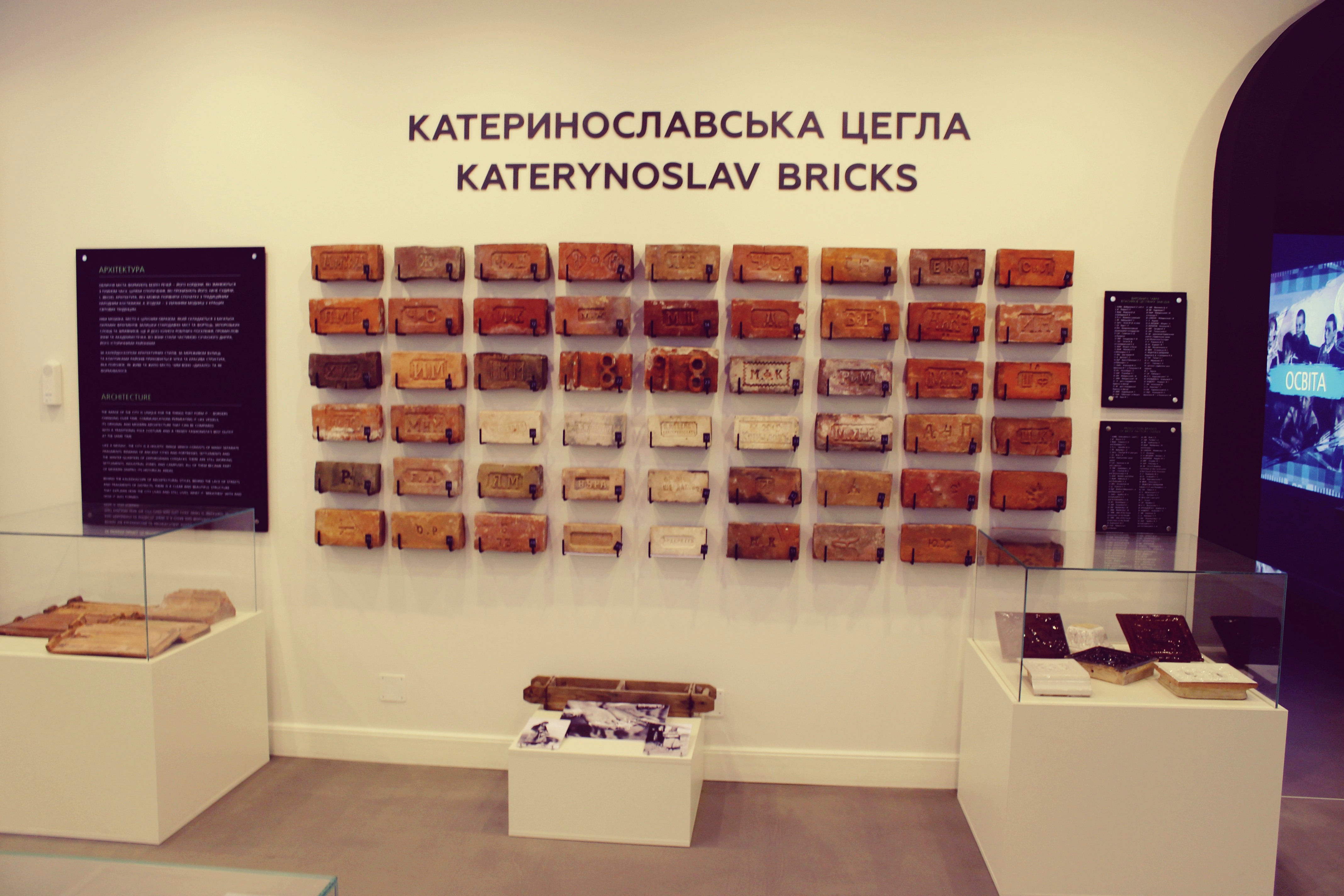
Катеринославська цегла у залі "Архітектура".

Формування колекцій Музею історії Дніпра почалося у березні 2020 року. З того часу вдалося накопичити понад 3000 різних предметів, пов'язаних з історією міста. Частину артефактів (близько 300 одиниць) отримано під час археологічних розкопок Лазаревської церкви у Севастопольському парку – це, зокрема, і речі, пов'язані з Олександром Полем. Суттєву частину колекцій зібрано самими містянами. Це піаніно початку ХХ ст., катеринославська цегла
, зразки ліпнини, документи про освіту, хірургічні інструменти, радянські ваги з Озерки тощо.
Наразі музей налічує 5 експозиційних залів, кожен з яких висвітлює певну сферу міського життя (архітектура, культура, суспільство, торгівля та зала "Дніпро, мости, пороги") .
В експозиції музею використовуються інтерактивні технології, зокрема про історію міста можна дізнатися з мультимедійних інформаційних панелей та фільмів, що проектуються на стіни зал. Спеціально для музею "оживлено" старі фотографії з родиною Олександра Поля, великою повінню початку ХХ століття, будинками губернатора та Хреннікова.

## Світлини

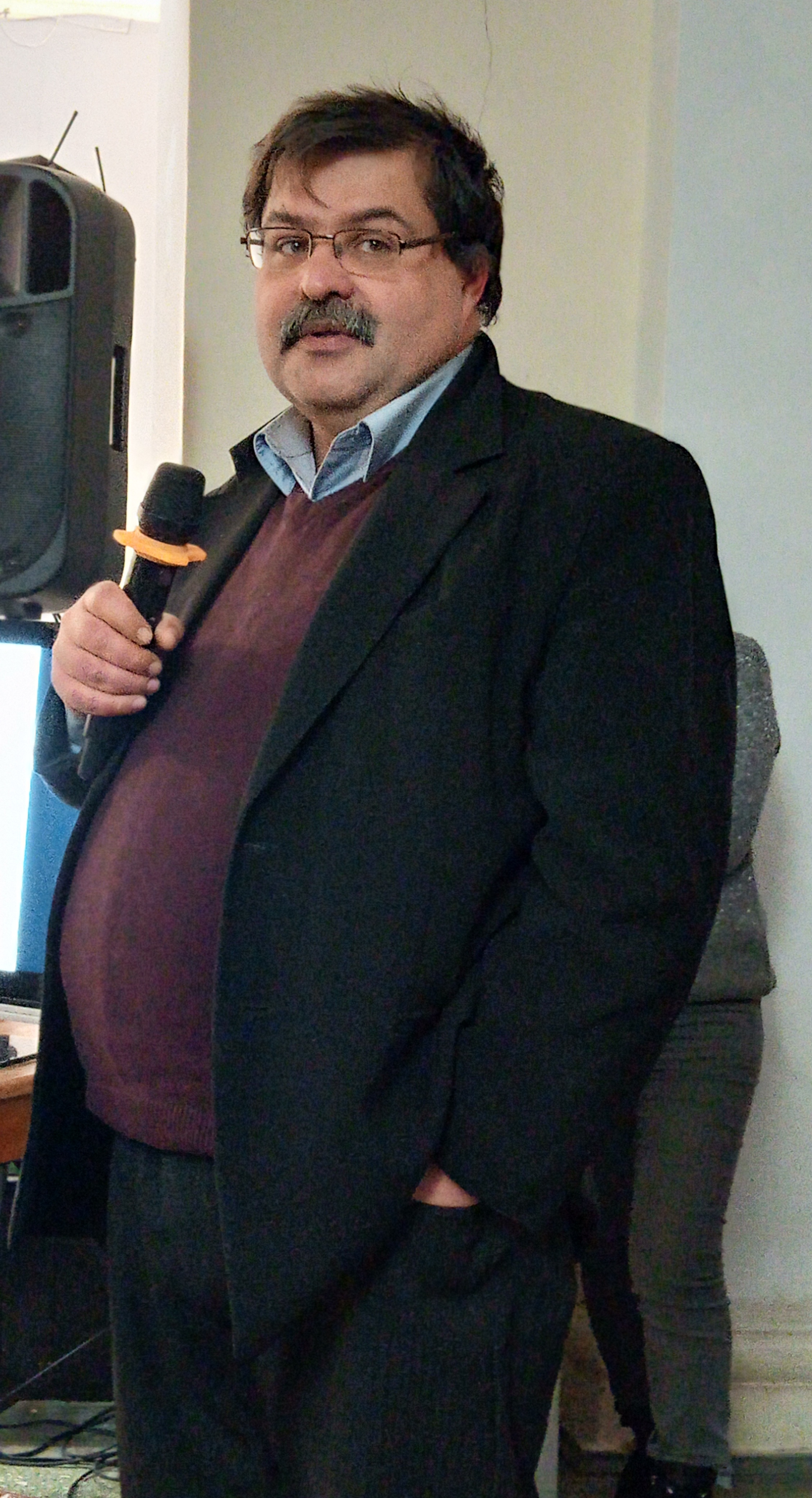
Ю.Берестень